# Théorème de Lüroth
Le théorème de Lüroth décrit les sous-corps des corps de fractions rationnelles en une variable {\displaystyle K(X)} qui contiennent le corps des constantes {\displaystyle K}, autrement dit les sous-extensions des extensions de corps transcendantes pures de degré de transcendance 1. Il peut être exprimé de la manière informelle suivante : si {\displaystyle K} est un corps et {\displaystyle C} est une courbe paramétrée par une fonction rationnelle sur {\displaystyle K}, alors il existe un autre paramétrage rationnel de la courbe qui est presque partout formellement bijectif et dont la fonction inverse est elle-même rationnelle. Ci-dessous est donnée une autre forme de l'énoncé du théorème.

## Énoncés
Théorème — 
Soit {\displaystyle K} un corps commutatif. Soit {\displaystyle K(X)} le corps de fractions rationnelles en une variable. Alors toute sous-extension de {\displaystyle K(X)/K} différente de {\displaystyle K} est de la forme {\displaystyle K(F)} pour une certaine fraction rationnelle {\displaystyle F}. Autrement dit, c'est aussi un corps de fractions rationnelles en une variable.
En termes géométriques, ce théorème se traduit par : 
Théorème —  
Soit {\displaystyle K} un corps commutatif. Soit {\displaystyle f:\mathbb {P} _{K}^{1}\to C} un morphisme non constant de la droite projective vers une courbe algébrique non singulière {\displaystyle C} sur {\displaystyle K}. Alors {\displaystyle C} est isomorphe à la droite projective.
Remarques
- En degré de transcendance 2, le théorème de Lüroth reste vrai en caractéristique 0 (théorème de Castelnuovo). Plus précisément, si {\displaystyle K} est un corps algébriquement clos de caractéristique 0, et si {\displaystyle L} est une sous-extension de {\displaystyle K(X,Y)/K}. Alors {\displaystyle L} est égal à {\displaystyle K} ou un corps de fractions rationnelles en une ou deux variables sur {\displaystyle K}. Cela est faux en caractéristique positive d'après des exemples de Zariski et de Shioda (en).
- En degré de transcendance au moins 3, cela est faux même sur ℂ.
- L'étude de ces problèmes en degré de transcendance au moins 2 se fait par des outils de géométrie algébrique (il s'agit de savoir si une variété algébrique unirationnelle est rationnelle).
- En utilisant des outils algébriques avancés d'inspiration topologique, comme le genre d'une courbe, il est facile de prouver le théorème de Lüroth. Néanmoins, quoique ce théorème soit souvent perçu comme non élémentaire, des démonstrations courtes ne faisant appel qu'à des faits élémentaires de la théorie des corps ont été découvertes depuis longtemps. Apparemment, toutes ces démonstrations utilisent le lemme de Gauss sur les polynômes primitifs comme pivot[1].